# 佐賀連隊区
佐賀連隊区（さがれんたいく）は、大日本帝国陸軍の連隊区の一つ。前身は佐賀大隊区である。佐賀県の一部または同県全域の徴兵・召集等兵事事務を取り扱った。実務は佐賀連隊区司令部が執行した。福岡県・長崎県の一部を管轄した時期もあった。二度廃止され、三度設置されている。1945年（昭和20年）、同域に佐賀地区司令部が設けられ、地域防衛体制を担任した。

## 沿革
1888年（明治21年）5月14日、大隊区司令部条例（明治21年勅令第29号）によって佐賀大隊区が設けられ、陸軍管区表（明治21年勅令第32号）により佐賀県・福岡県の一部が管轄区域に定められた。第6師管第12旅管に属した。この時、佐賀県の残り区域は長崎大隊区に属していた。1890年（明治23年）5月20日、管轄区域の変更が行われ、佐賀県全域と福岡県の一部を管轄した。
1896年（明治29年）4月1日、佐賀大隊区は連隊区司令部条例（明治29年勅令第56号）によって連隊区に改組され、旅管が廃止となり第12師管に属した。
1903年（明治36年）2月14日、陸軍管区表が改正され、佐賀連隊区が廃止され、久留米連隊区が設置された。
日本陸軍の内地19個師団体制に対応するため陸軍管区表が改正（明治40年9月17日軍令陸第3号）となり、1907年10月1日、佐賀連隊区が再設置され、第18師管第23旅管に属した。
1925年（大正14年）4月6日、日本陸軍の第三次軍備整理に伴い陸軍管区表が改正（大正14年軍令陸第2号）され、同年5月1日、佐賀連隊区が廃止された。
1941年（昭和16年）4月1日、久留米連隊区が廃止され、第三次の佐賀連隊区が設置され、西部軍管区久留米師管に属した。
1945年には作戦と軍政の分離が進められ、軍管区・師管区に司令部が設けられたのに伴い、同年3月24日、連隊区の同域に地区司令部が設けられた。地区司令部の司令官以下要員は連隊区司令部人員の兼任である。同年4月1日、久留米師管は久留米師管区と改称された。
1945年8月15日に敗戦が決まってから、陸軍は全部隊・官衙に対して書類の焼却を命じた。連隊区司令部もその例外ではなかったが、佐賀では連隊区司令官が自分の判断で「体を張って」焼却を阻み、佐賀県出身将兵の個人記録である陸軍兵籍簿の保管を続けた。やがて焼却命令は取りやめになり、兵籍簿は佐賀県に引き渡され、将兵の復員や戦後の援護行政の基礎資料として活用された。このとき焼却処分に反したのは、他に水戸連隊区司令部があるのみであった。

## 管轄区域の変遷
1888年5月14日、陸軍管区表（明治21年勅令第32号）が制定され、佐賀大隊区の管轄区域は次のとおり定められた。
- 佐賀県

佐賀郡・神埼郡・基肄郡・養父郡・三根郡・小城郡・杵島郡・藤津郡
- 福岡県

三潴郡・山門郡・三池郡・上妻郡・下妻郡
1890年5月20日、次のとおり管轄区域が変更された。福岡大隊区へ福岡県上妻郡・下妻郡を移管した。また、長崎大隊区から佐賀県東松浦郡・西松浦郡を編入し、佐賀県全域を管轄とした。
- 佐賀県

全県
- 福岡県

三潴郡・山門郡・三池郡
1896年4月1日、連隊区へ改組された際に管轄区域の変更はなかった。
1898年（明治31年）4月1日、福岡連隊区から福岡県久留米市・三井郡を編入し、山門郡・三池郡を福岡連隊区へ移管した。
1903年2月14日、佐賀連隊区が廃止され久留米連隊区が設置された。旧管轄区域は佐賀県全域が福岡連隊区へ移管され、福岡県区域は久留米連隊区に編入された。
1907年10月1日、第二次の佐賀連隊区が設置され、管轄区域が次のとおり定められた。佐賀県区域は福岡連隊区から、長崎県区域は大村連隊区から編入した。
- 佐賀県

佐賀市・佐賀郡・小城郡・杵島郡・藤津郡
- 長崎県

南高来郡・北高来郡
1925年5月1日、陸軍管区表の改正に伴い、佐賀連隊区が廃止された。旧管轄区域は、佐賀県区域が久留米連隊区に、長崎県区域は大村連隊区に編入された。
1941年（昭和16年）4月1日、久留米連隊区が廃止され第三次の佐賀連隊区が設置され、次のとおり管轄区域が定められた。全て旧久留米連隊区から引継いだ区域である。
- 福岡県

久留米市・大牟田市・三池郡・山門郡・八女郡・三潴郡・三井郡・浮羽郡
- 佐賀県

全県
同年11月1日、福岡県区域を福岡連隊区へ移管し、佐賀県全域が管轄区域となった。その後、廃止されるまで変更はなかった。

## 司令官
佐賀大隊区
- （心得）粟屋則傚 歩兵大尉：1888年5月14日 -
- 入江祐晟 歩兵少佐：1895年1月21日[16] -

佐賀連隊区（第二次）
- 岡島尚司 歩兵少佐：1907年10月3日 - 1912年3月8日
- 加藤豊三郎 歩兵中佐：1912年3月8日 - 1913年8月22日
- 田中武雄 歩兵中佐：1913年8月22日 - 1914年4月1日死去
- 竹下宣行 歩兵中佐：1914年4月2日 - 1917年8月6日
- 杉彦二 歩兵中佐：1917年8月6日 - 1920年8月10日[17]
- 小寺外二郎 歩兵中佐：1920年8月10日[17] -
- 須田實 歩兵大佐：不詳 - 1923年8月6日[18]
- 川久保二之介 歩兵大佐：1923年8月6日[18] -

佐賀連隊区兼佐賀地区司令官
- 大串敬吉 予備役陸軍中将：1945年3月31日[19] -

佐賀連隊区
- 吉武安正 陸軍少将：1945年10月18日[20] -